# Chuba Akpom
Chuba Amechi Akpom (London, 1995. október 9. –) angol utánpótlás-válogatott labdarúgó, a Lille játékosa kölcsönben az Ajax csapatától.

## Klub karrier

### Arsenal

#### Kezdetek
Akpom hát éves korában kezdte a pályafutását az Arsenalban. Korábban érdeklődött iránta a West Ham és a Charlton. 15 éves korában debütált az Arsenal U18-as csapatában. 2012. október 9-én, egy nappal a 17. születésnapja után írta alá első profi szerződését az ágyúsokkal. Első meccsét a Bajnokok Ligájában játszhatta, az Olimpiakosz elleni tét nélküli csoportmérkőzésen.

#### 2014-15
A 2014-15-ös szezonban már a felnőtt keret tagja volt. A bajnokságban a Southampton ellen elveszített meccsen debütált, Bellerint váltotta, 7 perc jutott neki. Az Aston Villa elleni meccsen már 21 percre kapott lehetőséget, kifejezetten jól teljesített, és kiharcolt egy tizenegyest, amit Santi Cazorla értékesített. Januárban kölcsönbe a Nottinghamhez került.

#### 2015-16
Chuba a bekerült az Arsenal Barclays Asia Trophy-ra utazó keretébe, ahol az első meccsen mesterhármast ért el a Szingapúri All-star csapat ellen. Augusztusban bejelentették, hogy Isaac Haydennel együtt kölcsönben a Hullhoz kerülnek.